# Biała Tarnowska
Biała Tarnowska este o arie protejată (sit de importanță comunitară — SCI) din Polonia întinsă pe o suprafață de 957,46 ha, integral pe uscat.

## Localizare
Centrul sitului Biała Tarnowska este situat la coordonatele 49°57′57″N 20°57′31″E / 49.9658°N 20.9585°E.

## Înființare
Situl Biała Tarnowska a fost declarat sit de importanță comunitară în octombrie 2009 pentru a proteja 5 specii de animale.

## Biodiversitate
Situată în ecoregiunile alpină și continentală, aria protejată conține 4 habitate naturale: Râuri de munte și vegetația erbacee de pe malurile acestora, Râuri de munte și vegetația lor lemnoasă cu Myricaria germanica, Râuri de munte și vegetația lor lemnoasă cu Salix elaeagnos, Păduri aluvionare cu Alnus glutinosa și Fraxinus excelsior (Alno-Padion, Alnion incanae, Salicion albae).
La baza desemnării sitului se află mai multe specii protejate:
- amfibieni (1): izvoraș-cu-burta-galbenă (Bombina variegata)
- nevertebrate (1): Unio crassus
- pești (3): avat (Aspius aspius), Barbus carpathicus, somonul (Salmo salar)